# Энтони Джошуа — Александр Усик (2021)
Энтони Джошуа — Александр Усик — профессиональный боксёрский двенадцатираундовый поединок в тяжёлом весе, который состоялся 25 сентября 2021 года на футбольном стадионе Tottenham Hotspur Stadium в Тоттенеме, Лондон, Великобритания между чемпионом мира по версиям WBA Super, IBF, WBO и IBO британцем Энтони Джошуа и обязательным претендентом на титул чемпиона мира во версии WBO украинцем Александром Усиком, который также является бывшим чемпионом мира в первом тяжёлом весе по версиям WBA Super, WBC, IBF и WBO.
Поединок продлился все отведённые на него двенадцать раундов, по истечении которых победа единогласным судейским решением была присуждена Александру Усику.

## Предыстория
В 2018 году Александр Усик стал первым в истории абсолютным чемпионом с четырьмя поясами в первом тяжёлом весе после победы в боксёрском турнире World Boxing Super Series. После решения о переходе в тяжёлый вес в 2018 году и после того, как Джошуа проиграл свои титулы в бою против Энди Руиса в июне 2019 года, Усик успешно подал ходатайство о претензиях на чемпионство WBO. Согласно правилам WBO, «супер чемпион» имеет право на обязательный статус претендента, если он переходит в другую весовую категорию.
Джошуа вернул свои титулы, победив Руиса в матче-реванше в декабре 2019 года, что побудило WBO провести бой между Джошуа и Усиком. На следующий день IBF также приказал Джошуа выйти в ринг со своим обязательным претендентом Кубратом Пулевым. После того, как Джошуа провёл обязательную защиту пояса IBF, победив Пулева в декабре 2020 года, WBO воздержалась от организации боя между Джошуа и Усиком, пока шли переговоры между Джошуа и чемпионом WBC Тайсоном Фьюри о поединке за абсолютное чемпионство в тяжёлом весе. Тем временем команда Усика вступила в переговоры с Джозефом Джойсом, намереваясь бороться за временный титул WBO. Однако 17 мая, на следующий день после того, как Фьюри подтвердил дату поединка с Джошуа, судья приказал Фьюри выполнить предыдущие контрактные обязательства и провести бой с Деонтеем Уайлдером до сентября 2021 года. На следующий день WBO выдала промоутеру Джошуа Эдди Хирну предписание в течение 48 часов предоставить доказательства наличия контракта между Джошуа и Фьюри, в противном случае Джошуа будет вынужден начать переговоры с Усиком. Хирн попросил продлить срок, в чём ему было отказано WBO, которая затем приказала Джошуа договориться с Усиком в течение 10 дней, прежде чем проводить промоутерские торги на право организации боя.
25 июня 2021 года Эдди Хирн объявил через Instagram, что поединок состоится 25 сентября. Вечер бокса прошёл в Лондоне на стадионе футбольного клуба «Тоттенхэм».

## Взвешивание
Энтони Джошуа (24-1, 22 KO) — 108,9 кг
Александр Усик (18-0, 13 KO) — 100,4 кг

## Ход боя

Украинец предложил высокую скорость и плотность, маневрировал на челноке, менял траекторию движения, запутывал. Джошуа не успевал за оппонентом, зевнул три левых прямых. Чемпион пытался контрить, но безуспешно. Второй прошел примерно по тому же сценарию. В 3-м раунде за двадцать секунд до конца у Джошуа подогнулись коленки от чистого попадания — пришлось прятаться в клинче. В 4-м раунде дела у чемпиона пошли лучше: установил удобную дистанцию, замедлил темп. В 5-й трёхминутке Джошуа несколько раз акцентированно пробил по корпусу Усика — тому точно не понравилось. Наметился перелом в ходе боя. В 6-м раунде Джошуа отметился парочкой акцентированных попаданий. Не сказал, что украинец был потрясён, но Джошуа походил на настоящего охотника, пытающегося загнать жертву. Стадион радостно ревел. А в следующей трёхминутке солировал уже Усик — чемпион вновь был на грани падения. Пошли качели. Джошуа классно поработал по корпусу претендента в раунде № 8.
Перед началом девятого раунда у боксеров по запискам была ничья. Британский судья Фостер считал, что ведет Джошуа (77-75), украинский судья Фесечко — что Усик (77-76), а американец Стив Вайсфельд выставил ничью (76-76). На самом деле эта деталь может лишь подчеркивать мастерство Усика, который придавил соперника в самом сложном отрезке (с 9 по 12 раунды ни один судья не отдал ни одного раунда Джошуа). В девятом раунде Усик выкидывал больше ударов. Ближе к концу Джошуа поджал украинца к канатам, и тот решил уйти из неудобного положения при помощи клинча — первого в этом поединке. В десятом раунде оба пошли на обострение, в результате чего у Усика открылась сечка над правым глазом, а под правым глазом у Джошуа начала наливаться гематома. Чемпионские раунды остались за Александром Усиком, у которого хватило сил не только взвинтить темп, но и устроить сопернику настоящее избиение в заключительной трехминутке. Финальная сирена застала украинского боксера в атаке, а британца спасла от досрочного поражения, до которого, судя по плачевному состоянию Энтони Джошуа, оставались считанные секунды.
Итог: 117—112, 116—112 и 115—113

### Статистика ударов
Ударов всего
| Боксёр         | Раунд                             | 1      | 2      | 3      | 4      | 5      | 6      | 7      | 8      | 9      | 10     | 11     | 12     | Всего       |
| -------------- | --------------------------------- | ------ | ------ | ------ | ------ | ------ | ------ | ------ | ------ | ------ | ------ | ------ | ------ | ----------- |
| Энтони Джошуа  | Попаданий (из них в корпус)/всего | 3/21   | 7/44   | 7/40   | 7/39   | 16/63  | 10/49  | 10/68  | 19/67  | 11/52  | 18/63  | 6/60   | 9/75   | 123(15)/641 |
| Энтони Джошуа  | Процент попаданий                 | 14,3 % | 15,0 % | 17,5 % | 17,9 % | 25,4 % | 20,4 % | 14,7 % | 28,4 % | 21,2 % | 28,6 % | 10 %   | 12 %   | 19,2 %      |
|                |                                   |        |        |        |        |        |        |        |        |        |        |        |        |             |
| Александр Усик | Попаданий (из них в корпус)/всего | 5/30   | 10/42  | 10/42  | 8/34   | 12/48  | 6/34   | 23/53  | 10/39  | 10/43  | 13/51  | 12/45  | 29/68  | 148(28)/529 |
| Александр Усик | Процент попаданий                 | 16,7 % | 23,8 % | 23,8 % | 23,5 % | 25 %   | 17,6 % | 43,4 % | 25,6 % | 23,3 % | 25,5 % | 26,7 % | 42,6 % | 28 %        |

Джебы
| Боксёр         | Раунд                             | 1    | 2      | 3      | 4      | 5      | 6      | 7      | 8    | 9      | 10     | 11     | 12     | Всего     |
| -------------- | --------------------------------- | ---- | ------ | ------ | ------ | ------ | ------ | ------ | ---- | ------ | ------ | ------ | ------ | --------- |
| Энтони Джошуа  | Попаданий (из них в корпус)/всего | 0/12 | 3/30   | 4/29   | 4/30   | 9/39   | 5/32   | 3/40   | 4/43 | 8/36   | 9/45   | 2/38   | 1/53   | 52(2)/427 |
| Энтони Джошуа  | Процент попаданий                 | 0 %  | 10 %   | 13,8 % | 13,3 % | 23,1 % | 15,6 % | 7,5 %  | 9,3  | 22,2 % | 20 %   | 5,3 %  | 1,9 %  | 12,2 %    |
|                |                                   |      |        |        |        |        |        |        |      |        |        |        |        |           |
| Александр Усик | Попаданий (из них в корпус)/всего | 0/18 | 3/24   | 2/22   | 4/22   | 7/29   | 1/24   | 10/34  | 4/25 | 4/25   | 7/32   | 4/22   | 6/32   | 52(0)/309 |
| Александр Усик | Процент попаданий                 | 0 %  | 12,5 % | 9,1 %  | 18,2 % | 24,1 % | 4,2 %  | 29,4 % | 16 % | 16 %   | 21,9 % | 18,2 % | 18,8 % | 16,8 %    |

Силовые удары
| Боксёр         | Раунд                             | 1      | 2      | 3      | 4      | 5      | 6      | 7      | 8      | 9      | 10     | 11     | 12     | Всего      |
| -------------- | --------------------------------- | ------ | ------ | ------ | ------ | ------ | ------ | ------ | ------ | ------ | ------ | ------ | ------ | ---------- |
| Энтони Джошуа  | Попаданий (из них в корпус)/всего | 3/9    | 4/14   | 3/11   | 3/9    | 7/24   | 5/17   | 7/28   | 15/24  | 3/16   | 9/18   | 4/22   | 8/22   | 71(13)/214 |
| Энтони Джошуа  | Процент попаданий                 | 33,3 % | 28,6 % | 27,3 % | 33,3 % | 29,2 % | 29,4 % | 25 %   | 62,5 % | 18,8 % | 50 %   | 18,2 % | 36,4 % | 33,2 %     |
|                |                                   |        |        |        |        |        |        |        |        |        |        |        |        |            |
| Александр Усик | Попаданий (из них в корпус)/всего | 5/12   | 7/18   | 8/20   | 4/12   | 5/19   | 5/10   | 13/19  | 6/14   | 6/18   | 6/19   | 8/23   | 23/36  | 96(28)/220 |
| Александр Усик | Процент попаданий                 | 41,7 % | 38,9 % | 40 %   | 33,3 % | 26,3 % | 50 %   | 68,4 % | 42,9 % | 33,3 % | 31,6 % | 34,8 % | 63,9 % | 43,6 %     |

### Судейство
Промоутер претендента Александр Красюк отметил, что для того, чтобы судейский подсчёт был максимально объективным, на роли трёх боковых судей были взяты представители Украины и Великобритании (стран, за которые выступают боксёры), и нейтральный судья из США, чей голос, по его мнению и должен был стать решающим при подсчёте очков в равных раундах. В ринге был местный рефери Майкл Александер. Размеры ринга стандартны — 20 футов. Перчатки обоих — 10 унций.
Временный чемпион мира по версии WBC из Великобритании и бывший соперник Джошуа Диллиан Уайт высказал удивление победой Усика, так как ожидал, что, хотя претендент и выиграл на 1 или на 2 раунда больше чемпиона, победу должны были бы отдать последнему. Другой британский боксёр-тяжеловес и по совместительству бывший соперник Александра Усика Дерек Чисора отметил хорошую работу своего соотечественника левым джебом в поединке и назвал судейское решение «каким-то невнятным».
Судейские записи
| Судья          | Боксёры        | Раунд | Раунд | Раунд | Раунд | Раунд | Раунд | Раунд | Раунд | Раунд | Раунд | Раунд | Раунд | Итого |
| Судья          | Боксёры        | 1     | 2     | 3     | 4     | 5     | 6     | 7     | 8     | 9     | 10    | 11    | 12    | Итого |
| -------------- | -------------- | ----- | ----- | ----- | ----- | ----- | ----- | ----- | ----- | ----- | ----- | ----- | ----- | ----- |
| Говард Фостер  | Энтони Джошуа  | 10    | 10    | 9     | 9     | 10    | 10    | 9     | 10    | 9     | 9     | 9     | 9     | 113   |
| Говард Фостер  | Александр Усик | 9     | 9     | 10    | 10    | 9     | 9     | 10    | 9     | 10    | 10    | 10    | 10    | 115   |
|                |                |       |       |       |       |       |       |       |       |       |       |       |       |       |
| Стив Вайсфельд | Энтони Джошуа  | 9     | 10    | 9     | 9     | 10    | 10    | 9     | 10    | 9     | 9     | 9     | 9     | 112   |
| Стив Вайсфельд | Александр Усик | 10    | 9     | 10    | 10    | 9     | 9     | 10    | 9     | 10    | 10    | 10    | 10    | 116   |
|                |                |       |       |       |       |       |       |       |       |       |       |       |       |       |
| Виктор Фесечко | Энтони Джошуа  | 9     | 9     | 9     | 10    | 10    | 10    | 9     | 10    | 9     | 9     | 9     | 9     | 112   |
| Виктор Фесечко | Александр Усик | 10    | 10    | 10    | 9     | 9     | 9     | 10    | 10    | 10    | 10    | 10    | 10    | 117   |

## Андеркарт
Лоуренс Околи 16-0 — Дилан Празович 15-0 (победа Околи нокаутом в 3 раунде)
Кэмпбелл Хаттон 3-0 — Изан Дура 2-4 (победа Хаттона единогласным решением PTS: 58-57)
Каллум Смит 27-1 — Ленин Кастильо 21-3-1 (победа Смита техническим нокаутом во 2 раунде)
Максим Продан 19-0-1 — Флориан Марку 8-0-1 (победа Марку раздельным решением судей: 94-96, 99-91, 93-97)
Кристофер Оусли 12-0 — Хасан Байсангуров 21-1 (победа Оусли решением большинства судей: 97-94, 95-95, 97-94)
Даниель Лапин 4-0 — Павел Мартынюк 4-7 (победа Лапина единогласным решением PTS: 60-55)

## После боя
Джошуа был госпитализирован. У спортсмена подозрение на перелом глазницы.
Экс-чемпион мира по боксу в супертяжёлой весовой категории по версиям WBC и WBO, а сейчас глава Киева Виталий Кличко встретился со спортсменом и преподнёс ему символический пояс WBC.

## Гонорары
Гарантированный гонорар чемпиона Джошуа составил 15 млн британских фунтов. То есть 20,5 миллионов долларов. Или почти 17,5 миллионов евро. Такой информацией располагает британский таблоид Mirror.
По информации TotalSportal, которую само издание называет абсолютно правдивой и якобы подтверждённой официально, гонорар Усика за этот бой составит 3 млн британских фунтов. То есть 3,5 млн евро или чуть более 4 млн долларов. При этом Александру также причитается процент от продаж платных трансляций. Это может принести ему дополнительно ещё от 1 до 2 млн евро. Издание отмечает, что это будет крупнейший заработок в боксёрской карьере Александра. До этого он больше всего получил за бой с Дереком Чисорой, в октябре прошлого года. Тогда гарантированное вознаграждение Усика составило 1,5 млн евро.